# Revolta Kerenski-Krasnov
Revolta Kerenski-Krasnov este denumirea sub care este cunoscut în istoriografia sovietică încercarea de recucerire a puterii din mâinile bolșevicilor întreprinsă de Alexandr Kerenski.
După Revoluția din Octombrie, Kerenski a reușit să scape de arestare și a fugit la Pskov, unde a primit sprijinul trupelor loiale fostului său regim și a plănuit să preia controlul asupra capitalei. El l-a numit pe Piotr Krasnov să comande această forță militară. În același timp, a fost organizată o revoltă a iuncherilor în Petrograd în sprijinul mișcării antibolșevice. Deși rebelii au ocupat Țarskoe Selo, ei au fost înfrânți a doua zi la Pulkovo. Kerenski a scăpat cu greu după această înfrângere și, timp de mai multe săptămâni, s-a ascuns, până a reușit să părăsească țara. El a ajuns în cele din urmă în Franța.